# Calabaza gigante

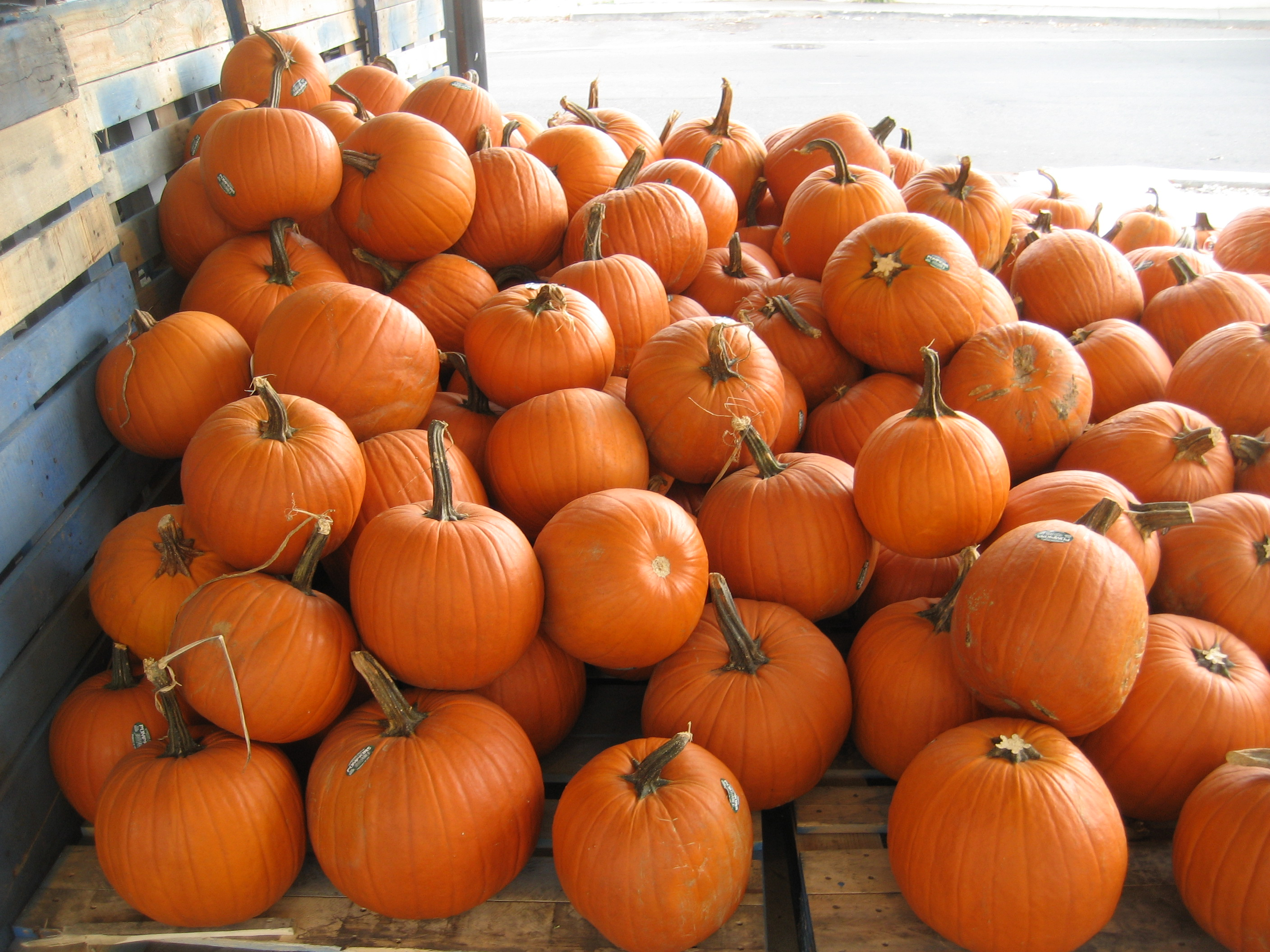
Ejemplares de calabaza gigante

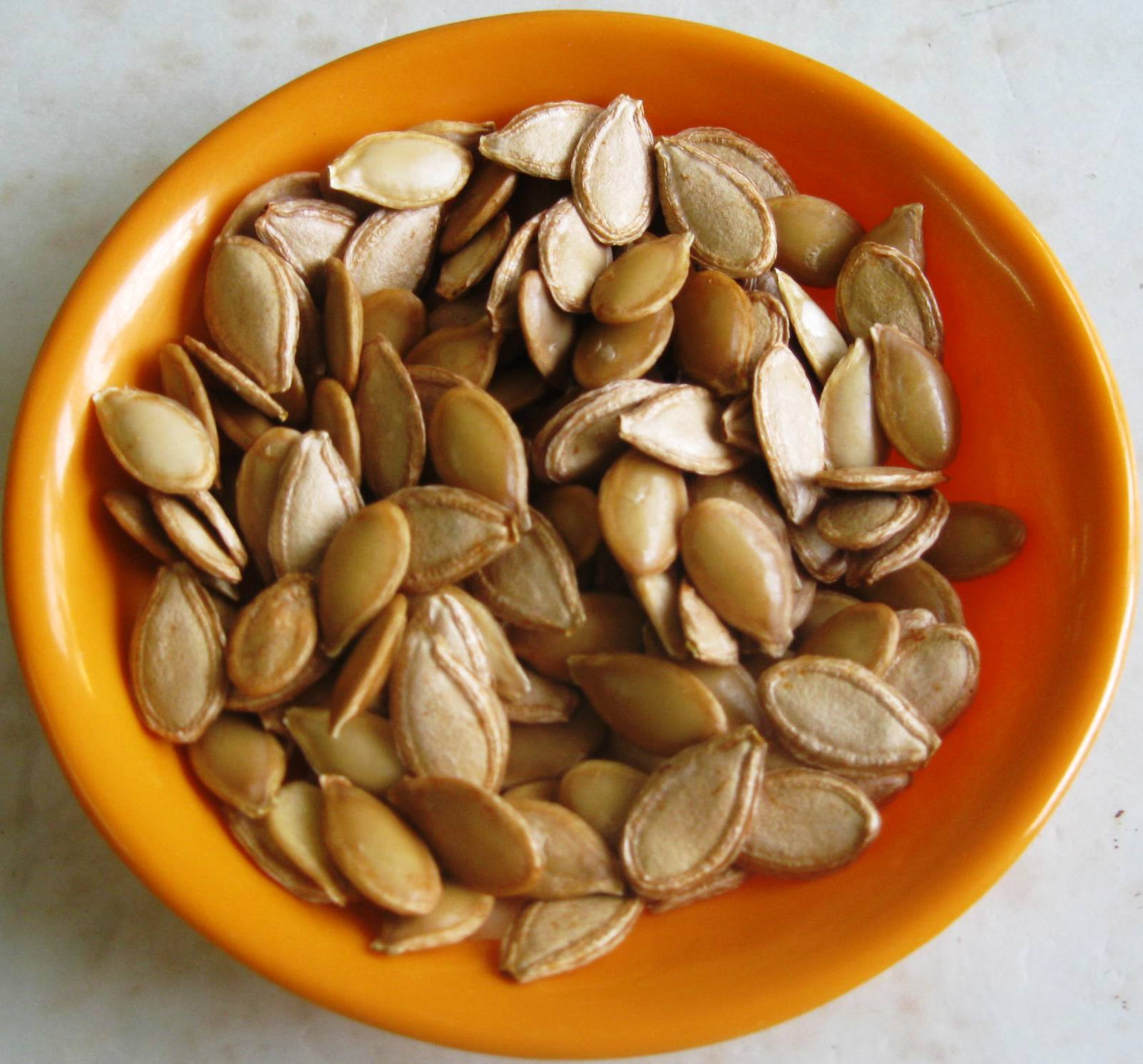
Semillas de calabaza (maduras)

Una calabaza gigante es un cultivar de calabaza de invierno que es redonda con piel lisa y ligeramente estriada, y con mayor frecuencia tiene una coloración de amarillo intenso a naranja. La cáscara gruesa contiene las semillas y la pulpa. El nombre se usa más comúnmente para los cultivares de Cucurbita pepo, pero algunos cultivares de Cucurbita maxima, C. argyrosperma y C. moschata con apariencia similar también se denominan a veces "calabaza" gigante.
Originaria de América del Norte (noreste de México y sur de los Estados Unidos ), las calabazas son una de las plantas domesticadas más antiguas, ya que se han utilizado desde el 7500 a. C. Las calabazas se cultivan ampliamente para uso comercial y como alimento, en decoración y con fines recreativos. El pastel de calabaza, por ejemplo, es una parte tradicional de las comidas de Acción de Gracias en Canadá y Estados Unidos, y las calabazas se tallan con frecuencia como linternas para decorar Halloween, aunque el puré de calabaza enlatado comercialmente y los rellenos de pastel de calabaza generalmente se hacen con diferentes tipos de calabaza de invierno de los que se usan para las linternas de calabaza. En 2019, China representó el 37% de la producción mundial de calabazas.

## Descripción

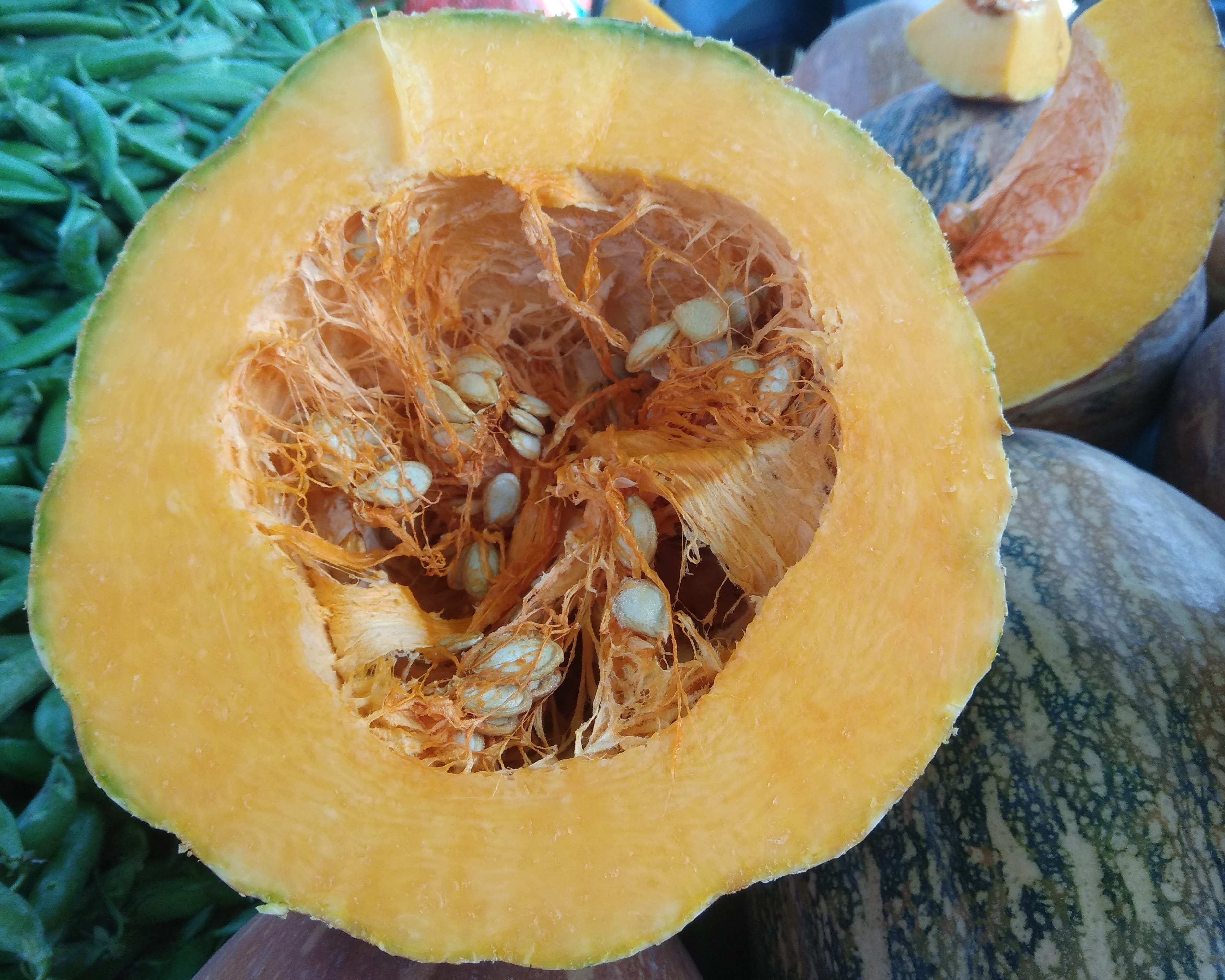
Una calabaza cortada.

Las calabazas, como otras especies del gènero cucurbitas, se originaron en el noreste de México y el sur de Estados Unidos. La evidencia más antigua son fragmentos de calabaza encontrados en México que datan entre 7000 y 5500 a. C. Las frutas de calabaza son un tipo de baya botánica conocida como pepo.
Las calabazas C. pepo tradicionales generalmente pesan entre 3 y 8 kilogramos, aunque los cultivares más grandes (de la especie C. maxima) alcanzan regularmente pesos de más de 34 kg.
El color de las calabazas se deriva de los pigmentos anaranjados carotenoides, que incluyen beta-criptoxantina, alfa y betacaroteno, todos los cuales son compuestos de provitamina A que son metabolizados a vitamina A en el cuerpo humano.

## Taxonomía
Todas las calabazas son calabazas de invierno, frutos maduros de ciertas especies del género Cucurbita. Las características comúnmente utilizadas para definir "calabaza" incluyen piel lisa y ligeramente estriada, y color amarillo intenso a naranja.  Alrededor de 2005, las calabazas blancas se habían vuelto cada vez más populares en los Estados Unidos. También existen otros colores, incluido el verde oscuro (como ocurre con algunas calabazas oleaginosas).

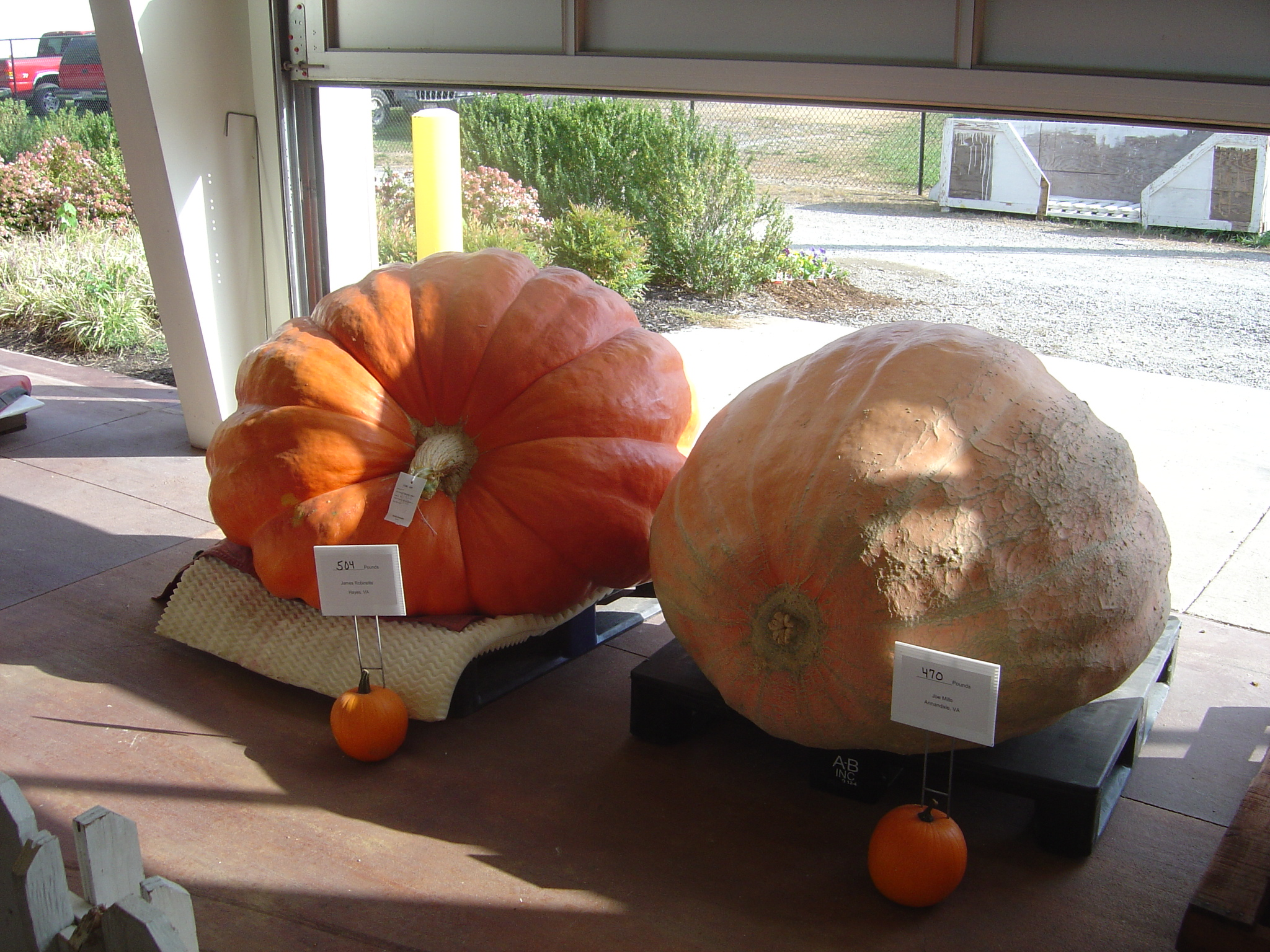
Calabazas gigantes en un concurso en la Feria del estado de Virginia de 2007.

Las calabazas gigantes son calabazas grandes con una apariencia similar a una calabaza que crecen hasta alcanzar un tamaño excepcional, y la más grande supera la tonelada de peso. La mayoría son variedades de Cucurbita maxima y se desarrollaron gracias a los esfuerzos de sociedades botánicas y agricultores entusiastas.

## Cultivo
La calabaza es un cultivo de clima cálido que suele plantarse a principios de julio en el hemisferio norte. Las calabazas requieren que la temperatura del suelo a 8 centímetros (3 pulgadas) de profundidad sea de al menos 15,5 °C (60 °F) y que el suelo retenga bien el agua. Los cultivos de calabaza pueden sufrir si hay falta de agua, debido a temperaturas inferiores a 18 °C o 65 °F, o si se cultivan en suelos que se encharcan. Dentro de estas condiciones, las calabazas se consideran resistentes, e incluso si se eliminan o dañan muchas hojas y partes de la vid, la planta puede hacer crecer rápidamente vides secundarias para reemplazar lo que se eliminó..
Las calabazaz producen flores machos y hembras. En América, las calabazas han sido polinizadas históricamente por la abeja nativa de la calabaza, Peponapis pruinosa, pero esa abeja ha disminuido, probablemente en parte debido a la sensibilidad a los pesticidas (imidacloprid). Las abejas de tierra, como la abeja de la calabaza y el abejorro oriental (Bombus impatiens), son más adecuadas para manejar las partículas de polen más grandes que crean las calabazas. El Departamento de Agricultura de EE. UU. recomienda una colmena por acre (0,4 hectáreas, o cinco colmenas por cada 2 hectáreas). Si no hay suficientes abejas para la polinización, es posible que los jardineros tengan que polinizar a mano. Las calabazas polinizadas inadecuadamente suelen empezar a crecer pero no llegan a desarrollarse.

## En España
En España llaman calabaza gigante a las variedades de la especie Cucurbita maxima de tamaño más grande, ATLANTIC GIANT.
En España se celebran varios concursos de calabazas gigantes, siendo los más importantes, los de Navarra, en Valtierra, el segundo sábado del mes de septiembre, y el de San Feliu de Codinas de Barcelona, el último sábado de septiembre.
En 2016 Carlos Callen registró una calabaza en Valtierra (Navarra) de 631,6 kg, consiguiendo un nuevo récord nacional.
Hasta 2017, el récord nacional lo ostentaba el alcorino, Jorge Monfort, con una calabaza en 2014, de 488 kg.
En 2017, en valtierrano Rubén Mendi, fulminó el récord de Callen, y consiguió un reto que buscaba hace años, consiguió cultivar 3 calabazas, una de 811 kg, otra de 850,5 kg, y otra 921,5 kg, consiguiendo el mismo año, 2 récords de España, y ostentado desde entonces el récord de España con 921,5 kg. En 2017, Rubén Mendi, quedó clasificado como tercer mejor cultivador del mundo. Asistió a Portland (EE. UU.) a recibir la Chaqueta de cultivador profesional.

## Uso en gastronomía
El pastel de calabaza es una forma popular de preparar calabaza.
Las calabazas son muy versátiles en sus usos para cocinar. La mayoría de las partes de la calabaza son comestibles, incluida la cáscara carnosa, las semillas, las hojas e incluso las flores. En los Estados Unidos y Canadá, la calabaza es un alimento básico popular de Halloween y Acción de Gracias. El puré de calabaza a veces se prepara y se congela para su uso posterior.
Cuando esté madura, la calabaza se puede hervir, cocer al vapor o asar. En su nativa América del Norte, las calabazas son una parte tradicional muy importante de la cosecha de otoño, se comen en puré y se convierten en sopas y purés. A menudo, se convierte en pastel de calabaza, varios tipos de los cuales son un elemento básico tradicional de las vacaciones de Acción de Gracias en Canadá y Estados Unidos. En Canadá, México, Estados Unidos, Europa y China, las semillas a menudo se tuestan y se comen como bocadillo.
Las calabazas que aún son pequeñas y verdes se pueden comer de la misma manera que la calabaza de verano o el calabacín. En el Medio Oriente, la calabaza se usa para platos dulces; un manjar dulce conocido se llama halawa yaqtin. En el subcontinente indio, la calabaza se cocina con mantequilla, azúcar y especias en un plato llamado kadu ka halwa. La calabaza se usa para hacer sambar en la cocina Udupi. En la provincia de Guangxi, China, las hojas de la planta de calabaza se consumen como verdura cocida o en sopas. En Australia y Nueva Zelanda, la calabaza a menudo se asa junto con otras verduras. En Japón, las calabazas pequeñas se sirven en platos salados, incluida la tempura. En Myanmar, las calabazas se utilizan tanto en la cocina como en los postres (confitadas). Las semillas son un sustituto popular de las semillas de girasol. En Tailandia, las calabazas pequeñas se cuecen al vapor con natillas en el interior y se sirven como postre. En Vietnam, las calabazas se cocinan comúnmente en sopas con carne de cerdo o camarones. En Italia, se puede utilizar con quesos como relleno salado para ravioles. Además, la calabaza se puede utilizar para dar sabor a bebidas alcohólicas y no alcohólicas.
En el suroeste de Estados Unidos y México, la calabaza y las flores de calabaza son un alimento popular y ampliamente disponible. Se pueden usar para decorar platos, y se pueden dragar en una masa y luego freír en aceite. Las hojas de calabaza son un vegetal popular en las regiones occidental y central de Kenia; se llaman sietes y son un ingrediente del mukimo, respectivamente, mientras que la calabaza en sí se suele hervir o cocer al vapor. Las semillas son populares entre los niños que las tuestan en una sartén antes de comerlas. Las hojas de calabaza también se comen en Zambia, donde se les llama chibwabwa y se hierven y cocinan con maní.pegar como guarnición.

## Semillas
Las semillas de calabaza, también conocidas como pepitas, son comestibles y ricas en nutrientes. Miden aproximadamente 1,5 cm de largo, son planas, asimétricamente ovaladas, de color verde claro y suelen estar cubiertas por una cáscara blanca, aunque algunas variedades de calabaza producen semillas sin ella. Las pipas de calabaza son un tentempié popular que puede encontrarse descascarillado o semidescascarillado en los supermercados. Por porción de una onza, las semillas de calabaza son una buena fuente de proteínas, magnesio, cobre y zinc.
Las semillas de calabaza se utilizan en muchos lugares como alternativas a las semillas de girasol como aperitivo, previo tostado y/o salado.

## Aceite de semillas de calabaza
El aceite de semilla de calabaza es un aceite espeso prensado a partir de semillas tostadas de color rojo o verde. Cuando se utiliza para cocinar o como aliño de ensaladas, el aceite de semilla de calabaza se suele mezclar con otros aceites debido a su fuerte sabor. El aceite de semilla de calabaza contiene ácidos grasos, como el ácido oleico y el ácido alfa-linolénico.

## Cultura

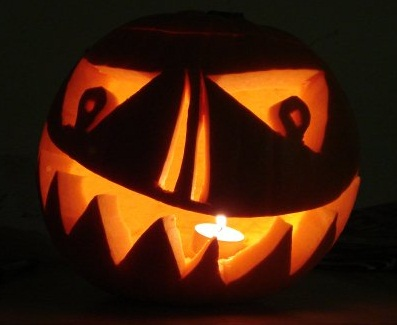
Una calabaza tallada en forma de jack-o'-lantern para Halloween.

En Estados Unidos, la calabaza tallada se asoció por primera vez con la época de la cosecha en general, mucho antes de que se convirtiera en un emblema de Halloween. La práctica de tallar productos para Halloween tiene su origen en un mito irlandés sobre un hombre llamado "Stingy Jack".  La práctica de tallar calabazas jack-o'-lantern para la temporada de Halloween se desarrolló a partir de una práctica tradicional en Irlanda, así como en Escocia y otras partes del Reino Unido de tallar linternas del nabo, mangelwurzel, o rutabaga.  Estas hortalizas siguen siendo opciones populares hoy en día como farolillos tallados en Escocia e Irlanda del Norte, aunque los británicos compraron un millón de calabazas para Halloween en 2004, lo que refleja la difusión de la talla de calabazas en el Reino Unido.
Los inmigrantes a América del Norte comenzaron a utilizar las calabazas nativas para la talla, que son a la vez fácilmente disponibles y mucho más grande - haciéndolos más fáciles de tallar que los nabos. No es hasta 1837 que jack-o'-lantern aparece como un término para una linterna vegetal tallada, 
La calabaza tradicional estadounidense utilizada para las linternas es la variedad Connecticut field. La calabaza de campo de Kentucky también se encuentra entre los cultivares de calabaza cultivados específicamente para tallar jack-o-lantern.